# Ogdoconta altura
Ogdoconta altura là một loài bướm đêm trong họ Noctuidae.